# Tennessee School for the Deaf
Tennessee School for the Deaf, dont le nom est couramment abrégé en TSD, est une école pour sourds, située à Knoxville, en Tennessee, aux États-Unis. Elle a été fondée en 1844.